# 戈德利 (伊利諾伊州)
戈德利（英語：Godley）是位於美國伊利諾伊州格蘭迪縣和威爾縣的一個村落。

## 地理
戈德利的座標為41°14′14″N 88°14′41″W / 41.23722°N 88.24472°W，而該地最高點為海拔高度179米（即587英尺）。

## 人口
根據2010年美國人口普查的數據，戈德利的面積為3.01平方千米，當中陸地面積為3.01平方千米，而水域面積為0.00平方千米。當地共有人口601人，而人口密度為每平方千米199人。